# House of Gold and Bones Part 1
House of Gold and Bones Part 1 — четвёртый студийный альбом американской рок-группы Stone Sour, и первая часть двойного концептуального альбома. Альбом был выпущен 22 октября 2012 года в Англии и 23 октября 2012 года в США. Он был записан вместе с House of Gold and Bones Part 2, который был выпущен 9 апреля 2013. Это первый альбом Stone Sour без участия бас-гитариста Шона Экономаки, который покинул группу в начале 2012 года.

## Список композиций
Слова и музыка всех песен — Stone Sour.
| №                   | Название                    | Длительность |
| ------------------- | --------------------------- | ------------ |
| 1.                  | «Gone Sovereign»            | 4:03         |
| 2.                  | «Absolute Zero»             | 3:49         |
| 3.                  | «A Rumor of Skin»           | 4:11         |
| 4.                  | «The Travelers, Pt. 1»      | 2:26         |
| 5.                  | «Tired»                     | 4:11         |
| 6.                  | «RU486»                     | 4:22         |
| 7.                  | «My Name Is Allen»          | 4:18         |
| 8.                  | «Taciturn»                  | 5:25         |
| 9.                  | «Influence of a Drowsy God» | 4:29         |
| 10.                 | «The Travelers, Pt. 2»      | 3:01         |
| 11.                 | «Last of the Real»          | 3:01         |
| Общая длительность: | Общая длительность:         | 43:16        |

| №                   | Название                     | Длительность |
| ------------------- | ---------------------------- | ------------ |
| 12.                 | «Gallows Humor (Rough Demo)» | 3:30         |
| Общая длительность: | Общая длительность:          | 46:46        |

- Песни, вышедшие на синглах, выделены курсивом.

## Участники записи
| Совокупная оценка | Совокупная оценка |
| Источник          | Оценка            |
| ----------------- | ----------------- |
| Metacritic        | 79/100            |
| Оценки критиков   |                   |
| Источник          | Оценка            |
| About.com         | [ 7 ]             |
| Allmusic          | [ 1 ]             |
| Artistdirect      | [ 8 ]             |
| Big Cheese        | 5/5               |
| Kerrang!          | [ 10 ]            |
| Loudwire          | [ 11 ]            |
| Metal Hammer      | 8/10              |
| Rock Sound        | 8/10              |
| Under the Gun     | 9/10              |

Stone Sour
- Кори Тейлор − Вокал, пианино на «The Travelers, Pt. 2», автор небольшого рассказа House of Gold & Bones.
- Джеймс Рут − гитара
- Джош Рэнд − гитара
- Рой Майорга − ударные, клавишные на «Gone Sovereign», «Absolute Zero», «Taciturn», and «Influence of a Drowsy God»

Сессионные участники
- Рэйчел Болан − бас-гитара
- Stubs − вокал на «RU486»
- Lady − вокал на «RU486»
- Truck − вокал на «RU486»
- Sinner − вокал на «RU486»
- Ty Reveen − голос на «Reveen the Impossiblist»
- Kevin Fox − струнный аккомпанемент (на «Travelers, Pt. 1» и «Tired»), виолончель
- Karen Graves − виолончель
- Kate Unrau − виолончель
- Anna Redekop − виолончель

Технический персонал
- Дэвид Боттрилл — продюсер
- Майкл Филлипс − звукорежиссёр
- Райан Мартин − ассистент звукорежиссёра
- Мартин Коннорс − гитарный техник
- Келвин Майлс − гитарный техник
- Джонатан Николсон − техник ударных
- Джефф Очельтри − техник ударных
- Джей Растон − микширование
- Джеймс Ингрэм − ассистент
- Spike − ассистент
- Пол Логас − мастеринг
- Monte Connor − A&R
- Chapman Baehler − фотограф
- Sean Mosher-Smith − дизайн обложки, фотограф
- Кэвин Дитз − звукорежиссёр (для струнных инструментов)

## Позиции в чартах
| Чарт (2012)                  | Позиция |
| ---------------------------- | ------- |
| Finnish Chart                | 10      |
| Official UK Top 40           | 13      |
| IRMA Irish Chart             | 30      |
| Japanese Albums Chart        | 14      |
| UK Rock Chart                | 1       |
| US Billboard 200             | 7       |
| US Billboard Hard Rock chart | 1       |